# 相内 (五所川原市)
相内（あいうち）は青森県五所川原市の大字。
平成の大合併以前は市浦村役場が置かれるなど、市浦村の行政の中心地であった。

## 地理
津軽半島の北西部、十三湖の北岸にあり、相内川が山王川（山王坊川）・桂川・太田川を合流して形成した三角州の西側丘陵上に集落がある。

## 地名
「相内」の由来は確かではないが、「鮎内川」が転じて「相内川」となったとする説が有力であるという。ほかに、「人が多い沢」という意味のアイヌ語説や、「東日流外三郡誌」の「唐川柵・福島柵の相内なるの意にて相内と称するが真なり」とする説がある。
小字について、相内に実取（みとり）・露草（つゆくさ）・赤坂（あかさか）・吉野（よしの）・岩井（いわい）が、板割沢に桂川（かつらがわ）がある。

## 歴史

### 遺跡
- 岩井遺跡（字岩井）は、大沼の東側半分から東南の二ツ沼に達する広範囲にわたり19個の竪穴が確認。青磁・天聖元宝（宋銭）・石鏃・刀子残片など出土。
- 笹畑貝塚（字岩井）とオセドウ貝塚（字露草）は縄文前・中期であるが、後者からは大正12年に1体の人骨が発見された。
- 露草遺跡（字露草）は須恵器を出土。
- 蛇石遺跡（字実取）は縄文時代の竪穴群で縄文土器・土師器を出土。
- 福島城跡遺跡（字実取）は十三湖岸の鰊崎にあり、32個の竪穴群で平安後期頃と推定され、土師器・土錘・鉄製刀子・鞴口など出土。

### 江戸時代
弘前藩領、津軽郡田舎庄（寛文4年まで田舎郡）に属する相打村と板割沢村であった。
元禄3年金木組に属し、村位は下。
村高は以下の通り。
- 正保高帳 - 245石
- 寛文高辻帳 - 326石
- 貞享4年検地水帳 - 251石
- 寛保高辻帳 - 326石
- 天保郷帳 - 266石
- 旧高旧領 - 282石

### 行政区画の変遷
- 明治4年7月14日 - 弘前県
- 明治4年9月23日 - 青森県
- 1876年（明治9年） - 相内村が板割沢村を合併する[5]。
- 1878年（明治11年） - 北津軽郡に所属
- 1889年（明治22年）4月1日 - 町村制施行に伴い、相内村と太田村が合併して相内村となる[5]。従来の相内村域は相内村大字相内となる。
- 1955年（昭和30年） - 相内村、十三村、脇元村が合併して市浦村となる[5]。相内村大字相内は市浦村大字相内となる。
- 2005年（平成17年） - 市浦村、五所川原市、金木町が合併して五所川原市となる。市浦村大字相内は五所川原市相内となる。

### 戸数・人口
- 明治初年 - 戸数84戸
- 明治12年 - 戸数110戸、人口634人

## 教育
- 五所川原市立市浦小学校
- 五所川原市立市浦中学校

## 交通

### 道路
- 国道339号
  - 道の駅十三湖高原

## 物産
米・檜・薪・炭